# Lancia Delta Integrale
Pour un article plus général, voir Lancia Delta.
 (avril 2023).
Si vous disposez d'ouvrages ou d'articles de référence ou si vous connaissez des sites web de qualité traitant du thème abordé ici, merci de compléter l'article en donnant les références utiles à sa vérifiabilité et en les liant à la section « Notes et références ».
En pratique : Quelles sources sont attendues ? Comment ajouter mes sources ?
Chronologie des modèles (-)
Lancia Delta HF 4WD
En 1988, la Delta HF Integrale va succéder à la 4WD. Son moteur délivre vingt chevaux de plus mais la différence principale réside en ses ailes élargies qui permettent de monter des jantes et des pneumatiques de plus grandes dimensions pour améliorer la tenue de route et passer plus de puissance au sol.

## Présentation et historique
La Delta HF Intégrale est construite à cinq mille exemplaires pour obtenir son homologation, mais rapidement, preuve de l'influence des résultats en course sur la vente de versions routières, une autre série de deux mille cinq cents voitures est produite. Lancia débute toutefois la saison avec la 4WD qui signe un nouveau doublé au Monte-Carlo, Bruno Saby, sur une Martini Lancia officielle devançant Alex Fiorio sur une voiture semi-privée du Jolly Club. Cette victoire, comme la saison précédente, est la première d'une longue série pour Lancia car seul Didier Auriol, au volant de sa Ford Sierra RS Cosworth, empêche l'équipe italienne de remporter toutes les épreuves de la saison en gagnant le Tour de Corse. Markku Alén impose à nouveau la 4WD en Suède puis, à l'occasion du troisième rallye de l'année, Massimo Biasion permet à la nouvelle Delta HF Integrale de remporter son premier succès pour son premier engagement en devançant Fiorio sur une « vieille » 4WD du Jolly Club. Biasion, en remportant cinq épreuves, dont un second succès au Safari Rally , décroche son premier titre de champion du monde des pilotes, alors que l'Argentin Jorge Recalde remporte son rallye national. Il devance ses coéquipiers Markku Alen (deux victoires) et Alex Fiorio. Comme l'année précédente, Lancia inscrit le maximum de points possibles, reléguant Ford à 61 points, et Audi à 69.

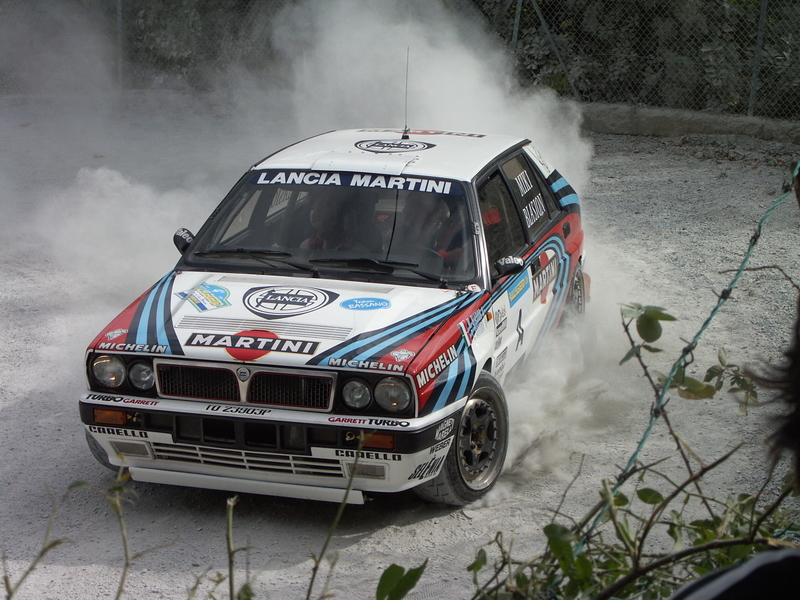
Lancia Delta HF Integrale 16V ex-Miki Biasion.

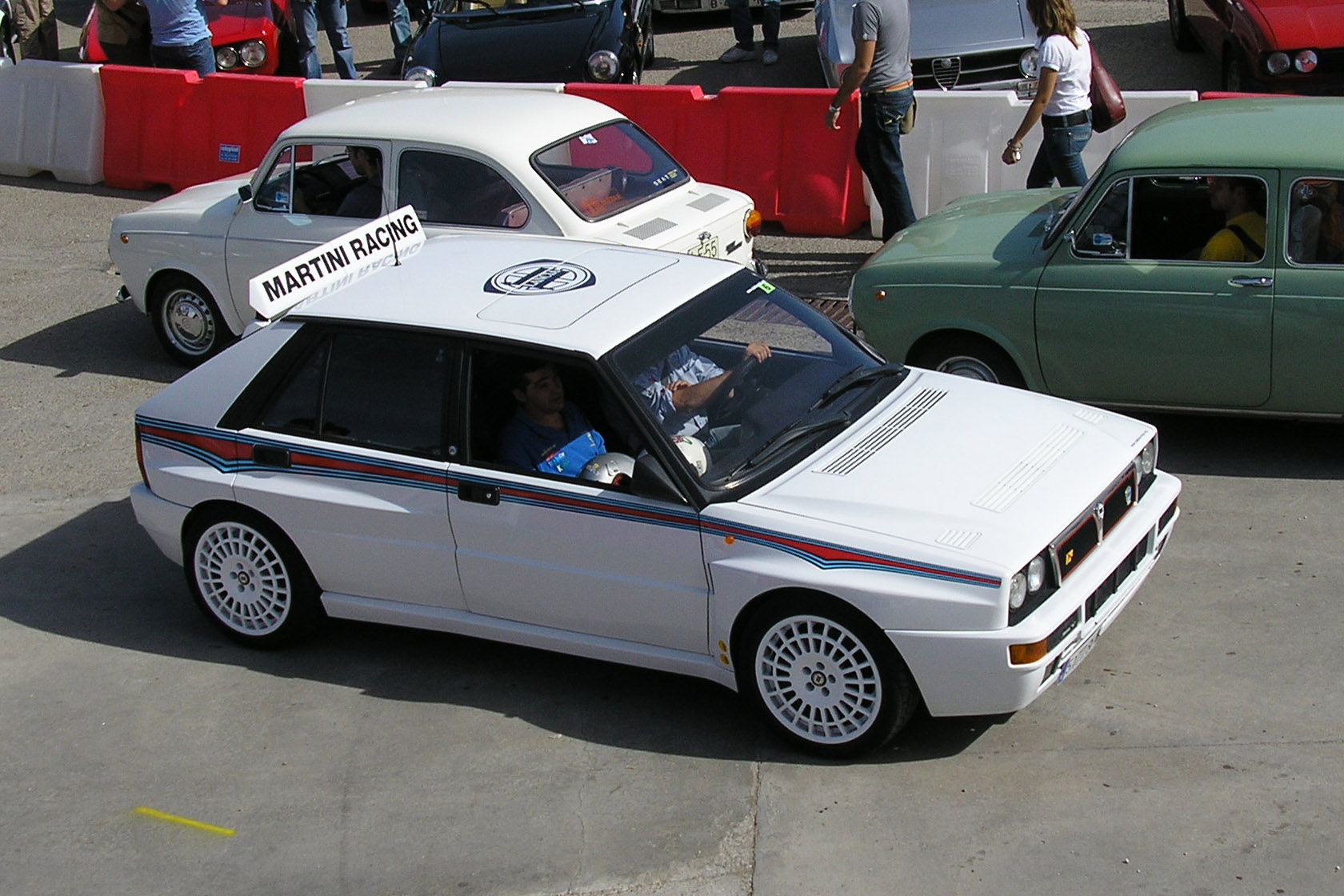
Lancia Delta HF Integrale stradale.

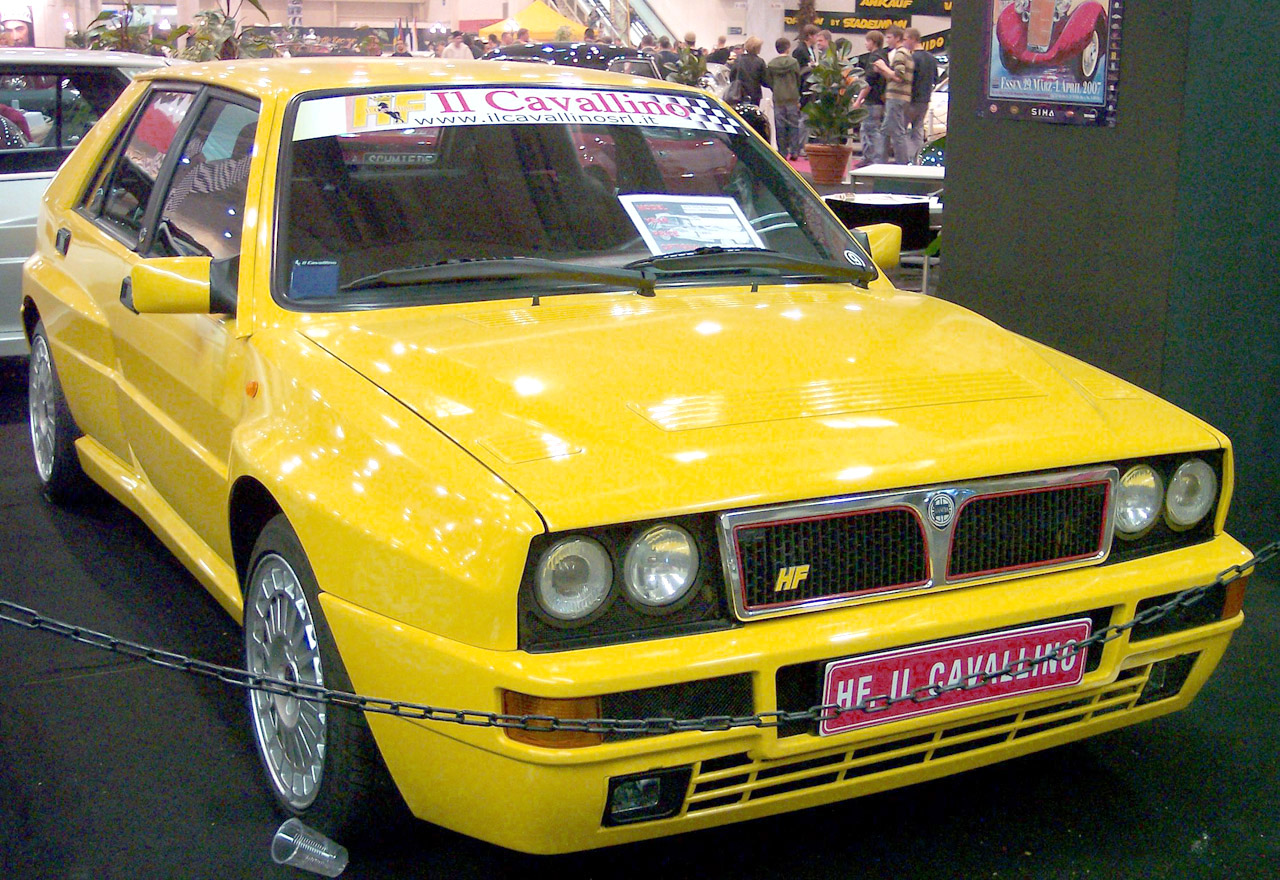
Lancia Delta HF Integrale 16V Evoluzione II stradale.

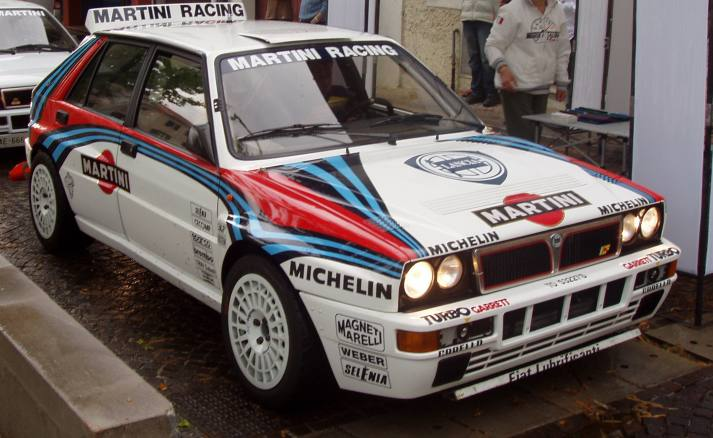
Lancia Delta HF Integrale 16V Evoluzione, la dernière Lancia officielle de compétition.

En 1989, Lancia remporte un troisième titre consécutif avec le maximum de points possibles. Toyota fait figure de nouvel outsider avec 101 points et une victoire. Biasion remporte son second titre d'affilée avec cinq victoires (quatre sur HF Integrale et une sur la nouvelle HF Integrale 16V, lors du Rallye de San Remo), pour la 1ère sortie de cette voiture). Il devance Alex Fiorio qui pilote une HF Integrale semi-privée et Juha Kankkunen sur Toyota Celica GT-Four. Preuve de la compétitivité de ses voitures, Lancia signe deux triplés dans la saison avec Biasion-Alén-Fiorio au Portugal et Biasion-Auriol-Fiorio à l'Acropole, alors que le Suédois Mikael Ericsson l'emporte au Rallye d'Argentine. En fin d'année, à partir du rallye de San Remo l'Integrale reçoit un nouveau moteur à seize soupapes issu de la Thema. Ce bloc permet de compenser la perte de puissance engendrée par la nouvelle réglementation qui limite le volume des turbocompresseurs. Comme il est plus encombrant que son aîné, le capot de l'Integrale 16V est doté d'un renflement qui lui donne un aspect encore plus brutal. Le comportement routier est également revu pour que la voiture soit plus survireuse.
L'Integrale 16V prend logiquement la succession de l'Integrale en 1990 et se taille la part du lion bien que Toyota, qui s'était déjà mis en évidence l'année précédente, se rapproche de l'écurie italienne au classement général. Didier Auriol remporte le Monte-Carlo, le Tour de Corse et le San Remo, trois épreuves sur asphalte. Biasion décroche les lauriers au Portugal et en Argentine et Juha Kankkunen, de retour chez Lancia, signe sa seule victoire au Rallye d'Australie. Le point d'orgue de la saison a lieu au Portugal où les Lancia réalisent un quintuplé (Biasion-Auriol-Kankkunen-Dario Cerrato-Bica). Lancia remporte son quatrième titre des constructeurs d'affilée, avec toutefois seulement six points d'avance sur Toyota qui signe quatre victoires. Par contre, le titre pilote échappe à Didier Auriol qui s'incline face à Carlos Sainz : si les pilotes Lancia se sont partagé les victoires, Sainz sur Toyota, a signé tous les succès de son écurie ce qui lui permet d'inscrire quarante-cinq points de plus que son second au championnat.
En 1991 encore, le rival désigné est Toyota qui ne tarde pas à montrer sa détermination quand Sainz remporte les deux premières épreuves de la saison (devant Biasion au Monte-Carlo et devant Auriol, Biasion et Kankkunen au Portugal). Kankkunen signe le premier succès de Lancia au Safari Rally du Kenya mais, dès le retour en Europe pour le Tour de Corse, Sainz s'impose à nouveau devant Auriol. La saison semble se dérouler sur le même schéma que la précédente, Lancia et Toyota vont se partager tous les succès (six pour Lancia et quatre pour Toyota) et toutes les places d'honneurs. À la fin de la saison, Lancia a inscrit 188 points contre 162 à Toyota, mais, une fois les trois moins bons résultats décomptés, l'écart est beaucoup plus faible puisque le constructeur italien l'emporte avec 137 points contre 128. Le titre pilote est tout aussi disputé entre Kankkunen et Sainz qui triomphent chacun à cinq reprises. Le Finlandais réussit toutefois, au prix d'une plus grande régularité, à remporter son troisième titre de champion du monde avec sept points d'avance sur Sainz.
Au Salon de Francfort 1991, la Delta HF Integrale 16V Evoluzione est dévoilée : elle sert de base d'homologation à la nouvelle machine destinée à disputer le championnat 1992. Le nouveau cheval de bataille de la Squadra Corse HF Lancia reçoit des voies avant et arrière plus larges, un déflecteur aérodynamique ajustable à deux positions sur le pavillon, et de nouvelles ouïes d'aération sur le capot moteur. 

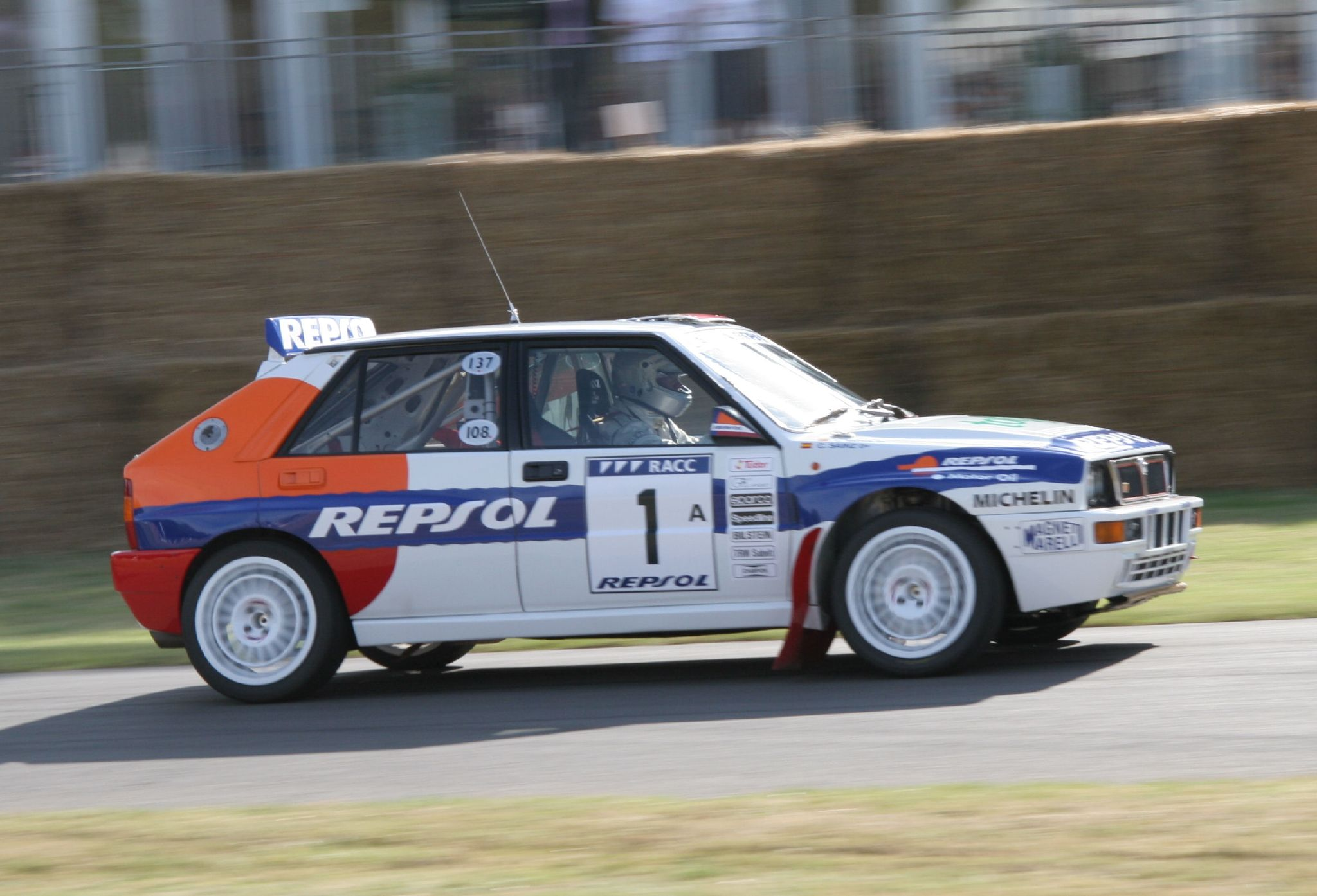
À partir de 1992, les Delta sont engagées par des écuries privées, comme celle-ci engagée par le Jolly Club.

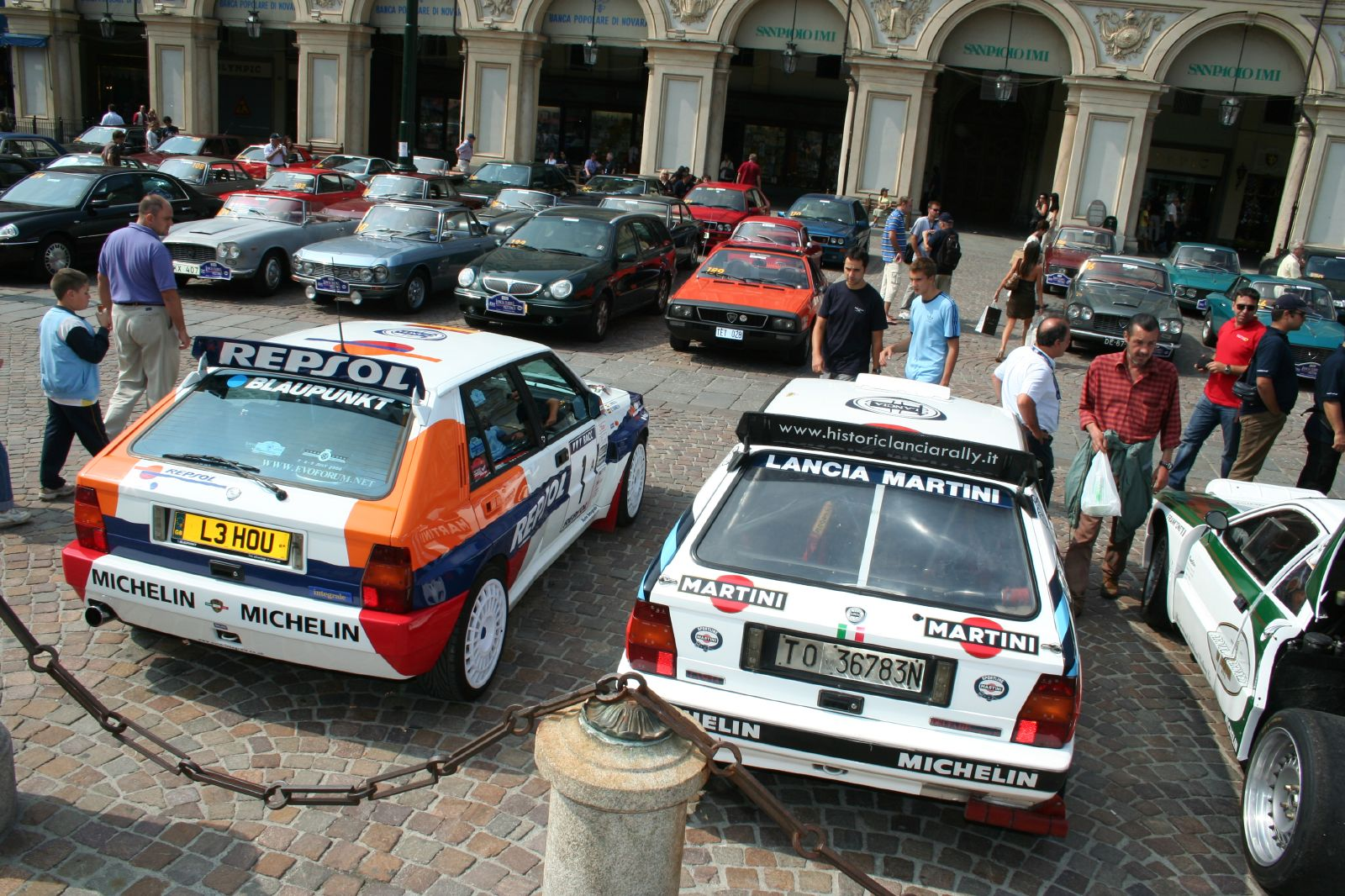
La Lancia Jolly Club de Carlos Sainz et une Integrale lors de la célébration du centenaire Lancia à Turin en 2006.

Malgré tout, à la fin de la saison, Lancia annonce son retrait de toutes compétitions par ce communiqué de presse : « Lancia, unique constructeur ayant remporté dix titres mondiaux en rallye, et après le cinquième succès consécutif de la Delta et le titre mondial pilotes, décide d'interrompre son activité sportive. Les ressources humaines de premier ordre qui ont travaillé aux programmes sportifs seront assignées au développement de plans technologiques avancés qui trouveront leur application dans la production de série. Ces onze années de succès ont démontré l'excellente collaboration entre Lancia et Martini Racing qui a décidé de poursuivre l'activité sportive. Lancia va transférer à cette écurie les voitures et les contrats des pilotes Kankkunen et Auriol tandis que l'assistance du prochain championnat sera confiée au Jolly Club. Martini Racing communiquera son organisation et le programme pour la saison 1992. Bien que ne participant pas officiellement, Lancia, cédera des voitures aux écuries Jolly Club, A.R.T. et Grifone qui disputeront les différents championnats avec leurs organisations. »
En 1992, bien que non engagée officiellement, Lancia réalise une meilleure saison que la précédente. Didier Auriol offrant à la nouvelle Evoluzione sa 1ère victoire, dès l'ouverture de la saison, au Monte Carlo, avant de triompher à 5 autres reprises lors du championnat (Corse, Grèce, Argentine, Finlande et Australie), alors que Kankkunen et Andrea Aghini, vainqueurs au Portugal et à San Remo offrent 2 autres succès à Lancia. Mais bien qu'il ait remporté le plus de victoires dans la saison (record de l'époque NDLR), le Français ne se classe que troisième du championnat pilote, devancé par son coéquipier Kankkunen et par Carlos Sainz qui décroche son second titre (avec quatre succès). Lancia remporte à nouveau le titre mondial en rallye avec 140 points, le maximum possible, devant Toyota (116 points).
En 1993, le Martini Racing laissant la main au Jolly Club en championnat du monde, ni Carlos Sainz (2nd en Grèce), ni Andrea Aghini (3e au Portugal) ne pourront réaliser d'exploit au volant d'une voiture en manque d'évolution, face aux nouvelles voitures que sont les Toyota Celica Turbo 4WD (championne du monde avec 6 victoires de manches) et autres Ford Escort RS Cosworth (5 victoires).

## Palmarès
Victoires Intégrale (15 -1988-89) :
Portugal 1988 et 1989, Safari 1988 et 1989, Acropole 1988 et 1989 (triplé), Olympus 1988, Argentine 1988 (triplé) et 1989, Finlande 1988, SanRemo 1988 et 1989, Grande-Bretagne 1988, Monte-Carlo 1989, Corse 1989.
Victoires Intégrale 16V (12 - 1990-91) :
Monte-Carlo 1990, Portugal 1990 (triplé), Corse 1990, Argentine 1990, Australie 1990 et 1991, SanRemo 1990 et 1991 (triplé), Safari 1991, Acropole 1991, Finlande 1991, Grande-Bretagne 1991.
Victoires Intégrale Evo 1 (1992) (8) et 2 (1993) (0) :
Monte-Carlo, Portugal, Corse, Acropole, Argentine, Finlande, Australie, SanRemo.
En rallye, Lancia aura remporté à onze reprises (dix fois avec l'écurie officielle et une fois avec une écurie privée) le championnat du monde des constructeurs et quatre titres pilotes. La Delta a remporté quarante-six rallyes de championnat du monde en soixante-cinq participations de l'équipe Lancia/Martini, Lancia ayant décroché au total soixante-dix-sept succès dans la discipline entre 1974 et 1992.
En championnat d'Europe, les diverses versions de l'Intégrale auront été couronnées à cinq reprises dont quatre consécutivement, en 1988 (Fabrizio Tabaton, avec une partie de sa saison sur la 4WD), 1989 (Yves Loubet), 1991 (Robert Droogmans), 1992 (Piero Liatti), et 1994 (avec un autre Français, Pierre-César Baroni, dont une partie de saison aura été effectuée sur Ford Escort RS Cosworth).
Victoires ERC (>65) : Piancavallo 1988, 1989, 1990, 1991, 1992, Laine 1988, 1989, 1990, 1991, Semperit 1988, 1989, Halkidiki 1988, 1989, Hunsrück 1988, 1990, Hesse 1988, 1990, Madère 1989, 1990, 1991, Costa Smeralda 1989, 1990, Mille Miglia 1989, 1990, Catalogne 1989, 1990, Saturne 1989, 1991, Targa Florio 1989, 1992, Tchécoslovaquie 1989, Chypre 1989, Sachs Winter 1989,Gümaydin 1989, Bulgarie 1990, 1991, 1993, Pologne 1990, 1991, Allemagne 1990, 1991, Var 1990, 1993, Asturies 1990, Andalousie 1990, Valeo 1990, Ypres 1990, Canaries 1991, 1992, Tour du Portugal 1991, Algarve 1991, Garrigues 1991, Mont-Blanc 1991, Turquie 1992, 1993, Saint Marin 1992, Costa Blanca 1992, Madrid 1992, Olympe 1992, Antibes 1993, 1995, Grasse-Alpin 1993, Abruzzes 1993, Bohème 1994, Hebros 1994, etc.
En championnat de Grèce des rallyes, cinq titres consécutifs, avec Ioánnis Vardinoyiannis (1988, 1989, 1990, 1991 et 1992 (+ 1987 4WD)).
En championnat d'Italie, cinq titres consécutifs, avec Dario Cerrato (1989, 1990 et 1991), Piergiorgio Deila (1992), et Gilberto Pianezzola (1993).
En championnat de Hongrie des rallyes, quatre consécutifs, avec László Ranga (1991, 1992, 1993 et 1994).
En championnat du Liban des rallyes, quatre, avec Élie Antypas (1993), Jean-Pierre Nasrallah (1994 et 1995), puis Roger Feghali (2000).
En championnat d'Autriche des rallyes, trois consécutifs, avec Franz Wittmann (1989 (+ 1988 4WD)), Ernst Harrach (1990), et Christoph Dirtl (1991).
En championnat de Turquie des rallyes, trois, avec Emre Yerlici (1989 et 1990), puis İskender Atakan (1992).
En championnat du Portugal, trois, avec Carlos Mário Costa Bica (1990 (+ 4WD) et 1991), puis Jorge Manuel Costa Bica (1993).
En championnat d'Espagne terre, trois, avec le paraguayen Gustavo Trelles (1992), son compatriote Gabriel Méndez (1995), et Pedro Diego (1996).
En championnat d'Espagne, deux, avec Jesús Puras (1990 et 1992).
En championnat d'Australie des rallyes, un, avec Greg Carr (1989).
En championnat de Finlande, un, avec Sebastian Lindholm (1990).
En championnat d'Allemagne, un, avec Ronald Holzer (1990).
En championnat des Pays-Bas des rallyes, un, avec Chiel Bos (1991).
En championnat de République tchèque, un, avec l'Italien Piergiorgio Deila (1994).
En championnat de France des rallyes Terre, six, avec Bruno Saby (1990 et 1991), Jean-Michel Wolff (1992), Olivier Bosch (1994), François Chauche (1996), et Gilbert Magaud (2002).
Soit au total une quarantaine de championnats nationaux pour les déclinaisons de l'Intégrale, après les neuf de la Stratos, les dix de la 037, et les cinq de la Delta 4WD (près de 65 entre 1976 et 2002).